# Пьеве-ди-Солиго

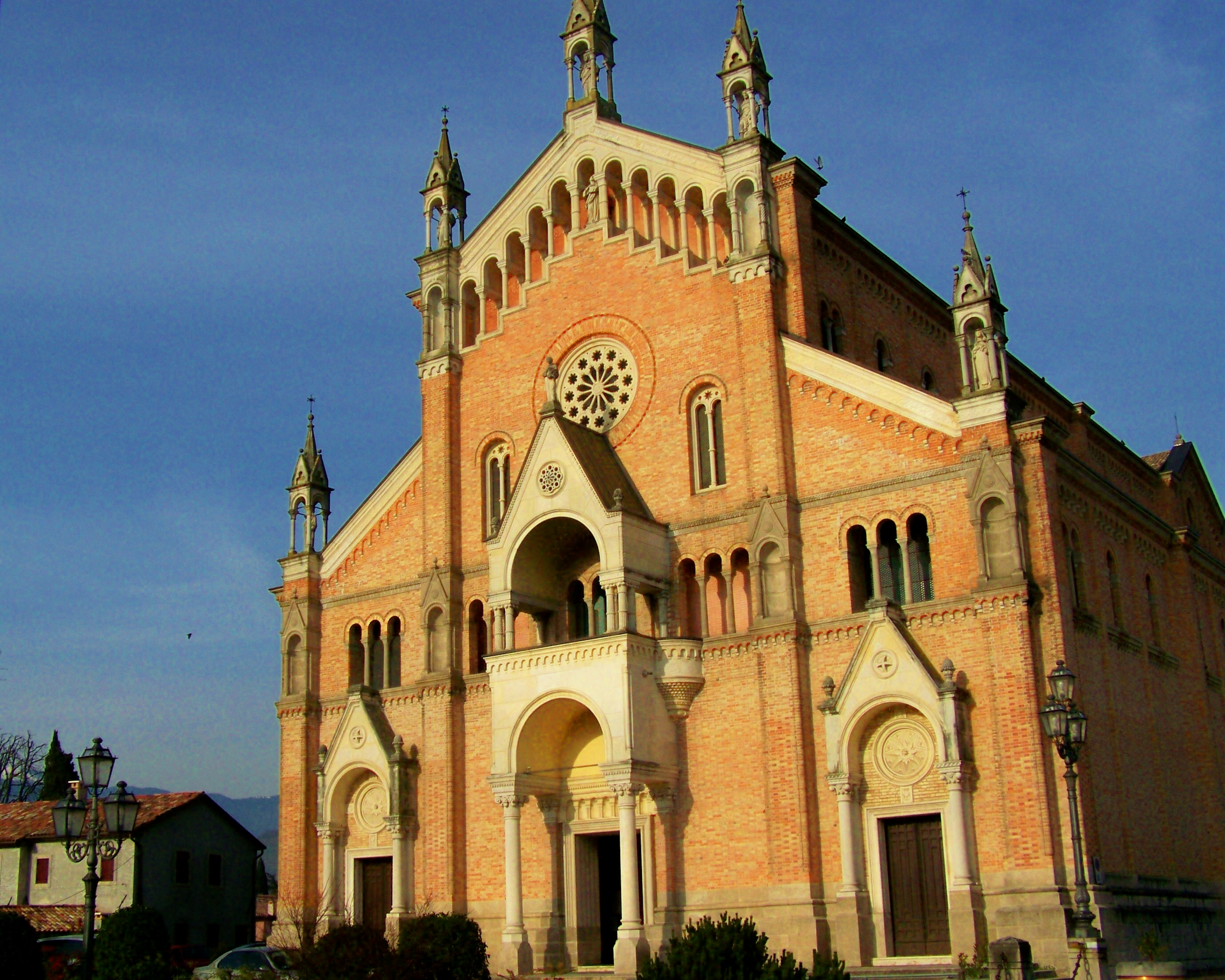
Фасад Успенского собора

Пьеве-ди-Солиго (итал. Pieve di Soligo) — коммуна в Италии, располагается в провинции Тревизо области Венеция.
Население составляет 10 673 человека, плотность населения составляет 561 чел./км². Занимает площадь 19 км². Почтовый индекс — 31053. Телефонный код — 0438.
Покровительницей коммуны почитается святая равноапостольная Мария Магдалена, празднование 22 июля.